# Улица Юных Ленинцев (Оренбург)
У́лица Ю́ных Ле́нинцев — улица в Северном округе города Оренбурга на территории Дзержинского района. Расположена к северу от Брестской улицы и параллельно проспекту Дзержинского и улице Дружбы.

## История
Название было присвоено в 1973 году.
По состоянию на 1 января 1995 года улица входила в Северный посёлок Дзержинского района Оренбурга, на ней были расположены дома: по чётной стороне №№ 2—60, по нечётной — №№ 1—17, обслуживалась почтовым отделением 460053.
По состоянию на 1 января 1995 года до остановки общественного транспорта «Ул. Юных Ленинцев» можно было добраться автобусами маршрутов №№ 17, 32 и 33.
В 2019 году местный 84-летний житель Владимир Филиппов высадил в парке на улице Юных Ленинцев более 200 саженцев каштанов.

## Примечательные здания и сооружения
- Дом 10, Средняя школа № 19
- Дом 9, Средняя школа № 57
- Дом 20, Филиал РГУ нефти и газа имени И. М. Губкина в Оренбурге

## Транспорт
Общественный транспорт от (до) улицы Юных Ленинцев:
- по Брестской улице, ост. «Юных Ленинцев»: маршруты 17, 33, 41, 18с, 24т, 28, 49т, 51, 52, 32, 38, 67;
- по Салмышской улице, ост. «Аптека»: маршруты 17, 33, 41, 24т, 28, 57т, 32, 59, 65.